# Баллан, Эрве
Эрве Баллан (фр. Hervé Balland; род. 7 января 1964, Шампаньоль) — французский лыжник, участник трёх Олимпийских игр, призёр чемпионата мира и этапа Кубка мира. Наиболее успешно выступал в дистанционных гонках свободным стилем. Младший брат лыжника Ги Баллана.
В Кубке мира Баллан дебютировал в феврале 1990 года, в марте 1994 года единственный раз в карьере попал в тройку лучших на этапе Кубка мира. Кроме этого имеет на своём счету 2 попадания в десятку лучших на этапах Кубка мира. Лучшим достижением Баллана в общем итоговом зачёте Кубка мира является 23-е место в сезоне 1992/93.
На Олимпиаде-1992 в Альбервиле занял 5-е место в гонке на 50 км свободным ходом и 6-е место в эстафете.
На Олимпиаде-1994 в Лиллехаммере стал 10-м в эстафете, кроме того стартовал в гонке на 30 км, но сошёл с дистанции.
На Олимпиаде-1998 в Нагано показал следующие результаты: 50 км свободным стилем — 14-е место, эстафета — 13-е место.
За свою карьеру принимал участие в четырёх чемпионатах мира, на чемпионате 1993 года в Фалуне, завоевал серебряную медаль в гонке на 50 км свободным стилем.